# 阿爾伯克基國際機場
阿爾伯克基國際機場（英語：Albuquerque International Sunport）是一個位處美國新墨西哥州阿爾伯克基的民用機場，位處距阿爾伯克基市中心東南面3英里處，是新墨西哥州最大的機場，於2014年應付4,871,901名乘客。機場服務阿爾伯克基及聖塔菲兩市（聖塔菲亦有聖塔菲市機場）。

## 歷史

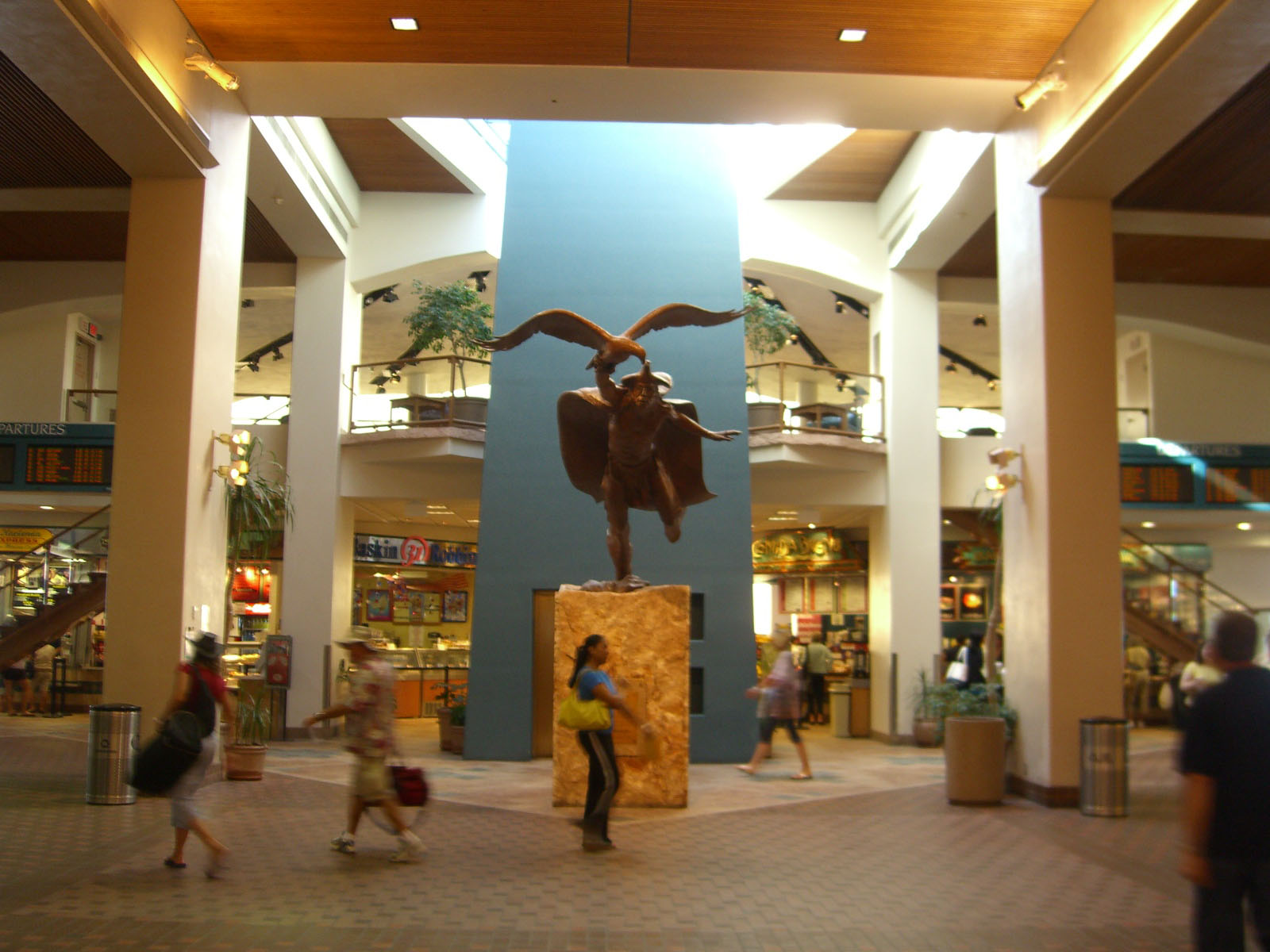
阿爾伯克基國際機場內的雕塑

阿爾伯克基國際機場興建之前，阿爾伯克基的航空服務由兩個私人擁有的機場提供，分別是1928年啟用的奧斯納德機場和1930年啟用的西梅薩機場。首批飛往阿爾伯克基的航空公司包括洲際航空、西方快運航空和中部大陸快運航空，均在1929年啟航。本來這些航空公司在奧斯納德機場營運，其後在1930年代遷至西梅薩機場營運。洲際航空和西方快運航空於1930年合併成為洲際西方航空，即環球航空的前身。而中部大陸快運航空的服務在1934年被瓦尼航空取代，並在1937年更名為美國大陸航空。1935年，阿爾伯克基政府動用公共事业振兴署資金興建新民用機場。透過公共事业振兴署撥出520,500美元資金，新墨西哥州州長克萊德·廷格利於1937年2月28日宣佈機場動工。兩年後，阿爾伯克基市機場落成啟用。啟用初期設有兩條跑道、一座普韋布洛風格的客運大樓及一座可容納波音307的飞机库。君主航空和亞利桑那航空亦在1940年代末期開始飛往阿爾伯克基，兩間公司其後合併成為邊疆航空。1963年4月17日，機場易名為阿爾伯克基機場。
1957年4月，阿爾伯克基機場共有31班出發航班，其中13班屬美國大陸航空，12班屬環球航空，6班屬邊疆航空。環德薩斯航空（後改名為德薩斯國際航空）於1963年開辦阿爾伯克基航線，成為第四家服務阿爾伯克基的航空公司，直至1978年《航空公司解除管制法案》生效為止。
現有的客運大樓由小威廉·E·伯克設計，位處原客運大樓的東面，於1965年11月12日啟用。客運大樓原本設有8個閘口，其中4個設於主客運大樓，另外4個設於南面衛星樓，以地下隧道連接。當時機場並沒有閘口使用空橋。客運大樓其後進行數度擴建，1971年增設可容納寬體客機的西翼及增設國際服務，並因此改名為阿爾伯克基國際機場。環球航空在1974年首度以寬體客機服務阿爾伯克基，以洛歇L-1011首航芝加哥。1978年《航空公司解除管制法案》生效後，更多航空公司開辦阿爾伯克基航線。西翼於是在1980年擴建並增建3個設有空橋的閘口。西南航空在1980年4月3日首航阿爾伯克基。1987年至1989年，阿爾伯克基機場進行由菲利普·雅各布森設計BPLW建築師事務所設計的大型擴建及翻新工程。工程後，衛星樓由設立了19道空橋的閘口的大堂A及大堂B取代。1994年，機場再改名為阿爾伯克基國際機場。大堂A在1996年擴建，並增加4個閘口。地上通道亦因911事件增加安檢程序而在2000年代初擴充。原來的客運大樓在新客運大樓落成之後用作交通保安管理局辦事處，並在1988年登錄《國家史蹟名錄》。

### 歷史上的航空服務
阿爾伯克基國際機場曾在1995年12月和2001年8月達到平日163班出發航班的紀錄，但在2015年數字已跌至一半。現時阿拉斯加航空、美國航空、達美航空、捷藍航空、西南航空、聯合航空、全美航空和精品航空服務阿爾伯克基國際機場。以前環球航空、美國大陸航空、邊疆航空、德薩斯國際航空、美國東方航空、西方航空、西北航空、美國西方航空、布蘭尼夫國際航空、泛美航空、瓦恩阿拉斯加航空、太平洋西南航空、里諾航空、西太平洋航空和墨西哥國際航空亦曾服務阿爾伯克基國際機場。其中環球航空在1929年開辦阿爾伯克基航線，是首間服務阿爾伯克基國際機場的航空公司。其後環球航空以更大的客機服務阿爾伯克基航線。1979年，環球航空每天共有21班航班從阿爾伯克基出發前往13個主要城市（包括紐約和洛杉磯），是自環球航空服務阿爾伯克基以來航班出發數量最高的時期。環球航空直至2001年12月2日被美國航空收購才結束阿爾伯克基航線。
美國大陸航空自1934年開辦阿爾伯克基航線起便成為阿爾伯克基國際機場的第二大承運者。1977年夏天，美國大陸航空曾錄得24班航班從阿爾伯克基出發飛往8個城市的紀錄。邊疆航空在1946年首辦阿爾伯克基航線，並提供由阿爾伯克基前往四角落州小型城市的航線。
1960年邊疆航空擴展在阿爾伯克基的業務，以波音727和波音737服務來往阿爾伯克基和丹佛及圖森的航線，在1980年代初期甚至開辦來往阿爾伯克基和墨西哥的航線，直至邊疆航空於1986年結業。1963年，環德薩斯航空接管美國大陸航空往返阿爾伯克基和新墨西哥州小型城市的航線，並採用麥克唐納-道格拉斯DC-9執飛往返阿爾伯克基和達拉斯及洛杉磯的航線。環德薩斯航空易名為德薩斯國際航空後，亦使用麥克唐納-道格拉斯DC-9執飛阿爾伯克基往返聖達菲和羅斯維爾的航線，直至1982年德薩斯國際航空被美國大陸航空收購為止。
西南航空曾在阿爾伯克基建立樞紐，在1980年初曾是阿爾伯克基國際機場最多航班出發的航空公司，在2001年10月達每天66班航班從阿爾伯克基出發的紀錄。後來西南航空縮減來往阿爾伯克基的航班，但仍然營運來往阿爾伯克基和26個城市的航線。
美國航空、達美航空和聯合航空自1980年代起亦在機場扮演重要角色。至少34家區域航空公司使用其品牌服務阿爾伯克基航線，梅萨航空是當中最大的航空公司。它曾在1981年至2007年營運阿爾伯克基航線。梅萨航空曾在1990年錄得每天46班航班從阿爾伯克基出發的紀錄，並營運來往阿爾伯克基和新墨西哥州和科羅拉多州18個城市的航線。現時梅薩航空仍使用美鷹航空、聯合航空快運和全美航空快運的名義營運阿爾伯克基航線。其他以大型航空公司名義經營阿爾伯克基航線的區域航空公司包括天西航空、共和航空、快捷航空、美國穿梭航空、Gojet和特使航空。忠實航空和太陽國航空亦以定期包機名義營運阿爾伯克基往返雷諾、勞克林和溫多弗的航線。

### 軍事設施
1940年，阿爾伯克基國際機場亦開始作為阿爾伯克基空軍基地使用，其後易名為科特兰空军基地。機場與用作救援和消防任務的空軍基地共用跑道。一個美国空军装备司令部駐守科特兰空军基地，基地是第377空军基地联队的主基地，亦是美国空军教育训练司令部下轄第58特种作战联队和隸屬美国空军空战司令部的新墨西哥州空军国民警卫队下轄部隊——第150特种作战联队的基地。

### 未來發展
2002年，阿爾伯克基國際機場發表机场总体规划，包括移除較高風險的17/35跑道，並在需要時建立新客運大樓。17/35跑道於2012年夏天關閉，改建為滑行道及供消防用飛機停泊的場地。
阿爾伯克基國際機場長遠打算在現有客運大樓的東北面建立新客運大樓，並建立旅客捷運系統連接兩幢客運大樓和停車場。

## 設施及航機
阿爾伯克基國際機場佔地2,039英亩（825公顷），並設有3條跑道。2014年，阿爾伯克基國際機場共應付130,002班次航班升降，平均每天356班次。其中40%為商業航班，21%為空中的士，24%為通用航空航班，15%是軍用航班。2006年，共有332架飛機以阿爾伯克基國際機場作為基地，其中23%為多引擎螺旋槳飛機，33%為單引擎飛機，18%為軍用飛機，13%為噴射機，7%為直升機。阿爾伯克基國際機場在客運大樓於1980年擴建，並於1996年擴建成現時的面積，佔地570,000平方呎（53,300平方米）。客運大樓採用普韦布洛复兴建筑風格，並設有兩個大堂和通勤航空閘口。
現時在阿爾伯克基服務最大的定期航班機型是空中巴士A321，由達美航空營運，來往亞特蘭大。而現時在阿爾伯克基服務最大機型是聯邦快遞的波音767-300，來往阿爾伯克基和鳳凰城。歷史上在阿爾伯克基服務最大機型是C-5運輸機。在1974年、1982年至1992年間環球航空亦曾以洛歇L-1011營運來往阿爾伯克基的航班。

## 客運大樓

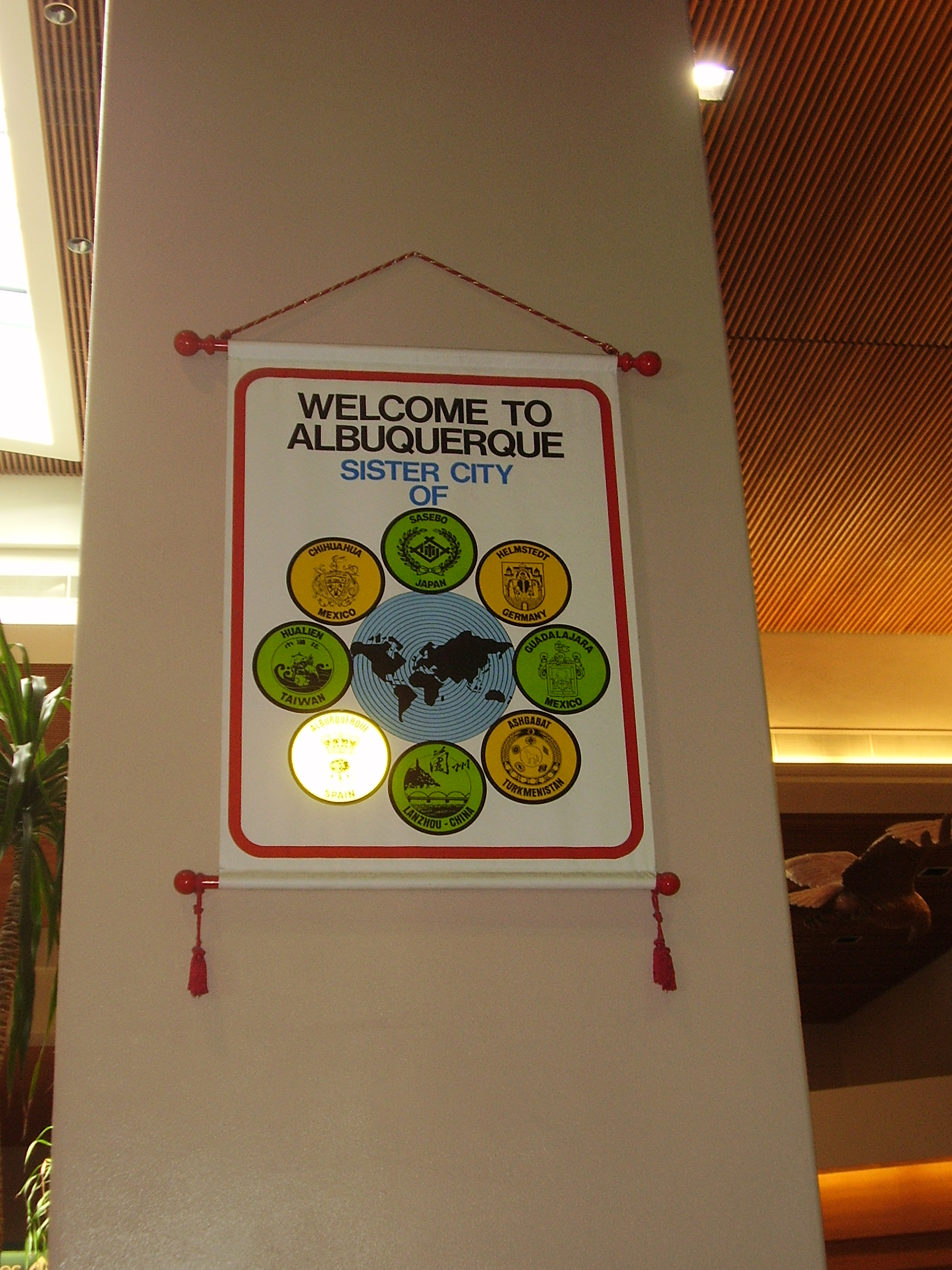
阿爾伯克基國際機場內展示阿爾伯克基姊妹城市的掛額

阿爾伯克基國際機場設有1個客運大樓，客運大樓設有4個大堂及25個閘口，包括供通勤航空使用的大堂和閘口。A大堂設有13個閘口：A1至A12及A14。B大堂設有9個閘口：B1、B3至B10。E大堂設有2個閘口：E1及E2。原稱為西翼的C大堂設有4個閘口：11、12、14及15。11號閘口因1989年機場擴建而關閉，而餘下的三個閘口則改稱C1、C2及C3。環球航空繼續使用這三個閘口，直至C2及C3閘口因結構性問題而拆卸。環球航空其後遷至B大堂，而C1閘口的候機大堂則改建為辦公室。C1閘口下層的美國入境審查設備有時仍被國際抵達航班使用。阿爾伯克基國際機場最近提供國際航班是在2009年，由墨西哥國際連接航空營運來往阿爾伯克基和墨西哥奇瓦瓦市的航班。D大堂是一個單層通勤航空大堂，由羅斯航空、大平原航空和里奥格兰德航空使用。它於2004年大平原航空清盤後停用。

## 航空公司及目的地

### 客運
| 航空公司                 | 目的地 | 大堂 |
| ------------------------ | --- | ---- |
| 阿拉斯加航空             | 西雅圖／塔科馬 | B    |
| 美國航空                 | 達拉斯／沃斯堡 | B    |
| 美鷹航空                 | 芝加哥-奧黑爾、 達拉斯／沃斯堡、 洛杉磯、 鳳凰城 | B    |
| 精品航空                 | 卡爾斯巴德、銀城 | E    |
| 達美航空                 | 亞特蘭大 季節性 ：明尼阿波利斯／聖保羅、鹽湖城 | B    |
| 達美連接航空             | 鹽湖城 | B    |
| 捷藍航空                 | 紐約-甘迺迪 | B    |
| 西南航空                 | 巴爾的摩、芝加哥-中途、達拉斯-愛田、丹佛、侯斯頓-霍比、堪薩斯城、拉斯維加斯、洛杉磯、奧克蘭 (加州)、鳳凰城、波特蘭 (俄勒岡州)、聖迭戈 季節性 ：奧蘭多、西雅圖／塔科馬 | A    |
| 聯合航空                 | 季節性 ： 芝加哥-奧黑爾 （2015年9月24日開辦）、丹佛、侯斯頓-洲際 | A    |
| 聯合航空快運             | 芝加哥-奧黑爾 、丹佛、侯斯頓-洲際、洛杉磯、 三藩市 | A    |
| 全美航空 由美國航空營運1 | 季節性 ： 夏洛特、鳳凰城 | B    |
| 全美航空快運2            | 鳳凰城 | B    |

^1  全美航空航班將在2015年10月17日起改以美國航空航班運作。 
^2  全美航空快運航班將在2015年10月17日起改以美鷹航空航班運作。 

### 貨運
| 航空公司                    | 目的地                                               |
| --------------------------- | ---------------------------------------------------- |
| 聯邦快遞                    | 拉伯克、孟菲斯、奧克拉荷馬城                         |
| 聯邦快遞接駁 由帝國航空營運 | 杜兰戈、法明顿、盖洛普                               |
| 聯合包裹                    | 達拉斯／沃斯堡、埃尔帕索、路易斯维尔、安大略、鳳凰城 |

## 統計

### 航空公司市場份額
| 航空公司 | 乘客量（抵達及出發） |
| -------- | -------------------- |
| 西南航空 | 2,696,000(56.75%)    |
| 美國航空 | 588,000(12.39%)      |
| 天西航空 | 477,000(10.05%)      |
| 達美航空 | 372,000(7.82%)       |
| 快捷航空 | 123,000(2.59%)       |
| 其他     | 495,000(10.41%)      |

### 最高客量國內航線
| 排名 | 城市          | 機場                              | 乘客量  | 航空公司                     |
| ---- | ------------- | --------------------------------- | ------- | ---------------------------- |
| 1    | 鳳凰城        | 鳳凰城天港國際機場                | 324,000 | 西南航空、全美航空           |
| 2    | 達拉斯-沃斯堡 | 達拉斯-沃斯堡國際機場             | 287,000 | 美國航空                     |
| 3    | 達拉斯        | 達拉斯愛田機場                    | 195,000 | 西南航空                     |
| 4    | 丹佛          | 丹佛國際機場                      | 178,000 | 西南航空、聯合航空           |
| 5    | 拉斯維加斯    | 麥卡倫國際機場                    | 156,000 | 西南航空                     |
| 6    | 洛杉磯        | 洛杉磯國際機場                    | 153,000 | 美國航空、西南航空、聯合航空 |
| 7    | 亞特蘭大      | 哈茨菲爾德-傑克遜亞特蘭大國際機場 | 138,000 | 達美航空                     |
| 8    | 侯斯頓        | 威廉·佩特斯·霍比機場              | 100,000 | 西南航空                     |
| 9    | 芝加哥        | 芝加哥中途國際機場                | 83,000  | 西南航空                     |
| 10   | 侯斯頓        | 喬治·布殊洲際機場                 | 77,000  | 聯合航空                     |

### 每年乘客量
| 年份 | 乘客量    | 年份 | 乘客量    | 年份 | 乘客量    | 年份 | 乘客量    |
| ---- | --------- | ---- | --------- | ---- | --------- | ---- | --------- |
|      |           | 2010 | 5,796,373 | 2000 | 6,292,458 | 1990 | 4,987,713 |
|      |           | 2009 | 5,888,811 | 1999 | 6,152,493 |      |           |
|      |           | 2008 | 6,489,323 | 1998 | 6,149,197 |      |           |
|      |           | 2007 | 6,668,706 | 1997 | 6,290,018 |      |           |
|      |           | 2006 | 6,487,276 | 1996 | 6,618,751 |      |           |
|      |           | 2005 | 6,466,435 | 1995 | 6,130,451 |      |           |
| 2014 | 4,871,901 | 2004 | 6,320,142 | 1994 | 6,158,300 |      |           |
| 2013 | 5,065,179 | 2003 | 6,064,418 | 1993 | 5,603,248 |      |           |
| 2012 | 5,382,223 | 2002 | 6,117,645 | 1992 | 5,264,577 |      |           |
| 2011 | 5,697,625 | 2001 | 6,181,606 | 1991 | 4,938,431 |      |           |

### 航班升降量
以下資料顯示2004年至2014年阿爾伯克基國際機場總航班升降量。百分率變動顯示過去十年航班升降量平均下降百分之三點五。
| 年份 | 航班升降量 | %       |
| ---- | ---------- | ------- |
| 2004 | 197,657    |         |
| 2005 | 196,699    | −0.48%  |
| 2006 | 192,241    | −2.27%  |
| 2007 | 190,780    | −0.76%  |
| 2008 | 180,553    | −5.36%  |
| 2009 | 158,529    | −12.20% |
| 2010 | 156,616    | −1.21%  |
| 2011 | 154,140    | −1.58%  |
| 2012 | 147,724    | −4.16%  |
| 2013 | 136,915    | −7.32%  |
| 2014 | 130,069    | −5.00%  |

機場於2013年吞吐了6萬噸貨物，比2012年下降百分之七。

## 民航支援
對私人、公司和通用航空飞机機師和乘客的支援由兩間地勤服務商提供，分別是大西洋航空服務（Atlantic Aviation）及可特航空服務（Cutter Aviation）。阿爾伯克基航空服務則負責航空电子運作。三家公司均設在機場的東南面。

## 地面運輸

### 巴士
阿爾伯克基巴士50線、222線和250線服務阿爾伯克基國際機場，巴士站設於行李認領區南面。

### 通勤鐵路
阿爾伯克基巴士222線提供來往阿爾伯克基國際機場及新墨西哥州快速铁路伯納利歐縣/國際機場站的服務，而阿爾伯克基巴士250線提供往返阿爾伯克基國際機場和阿爾伯克基市區阿尔瓦拉多交通中心的不停站服務。新墨西哥州快速铁路提供往返機場南北的服務，包括阿爾伯克基市區及聖達菲。

### 穿梭巴士
部份航空公司提供穿梭巴士往返阿爾伯克基國際機場及聖達菲。

### 的士
在行李認領區外可由地面運輸工作人員代召的士。

## 事故及意外
- 1955年2月19日，以马丁4-0-4航行的環球航空260號班機在起飛後不久撞入桑迪亚山，全機16人罹難。
- 1958年9月11日，一架美國空軍F-102三角劍戰鬥機在大雨中滑出35跑道，並撞到1架汽車。汽車內兩人死亡。
- 1973年11月3日，以麥道DC-10航行的國家航空27號班機在侯斯頓飛往拉斯維加斯期間發生灾难性发动机故障。发动机碎片击中机身造成爆炸性减压，一個乘客被彈出機艙，航機最後在阿爾伯克基國際機場緊急降落。
- 1977年9月14日，一架美國空軍波音EC-135在起飛後不久撞入曼萨诺山，全機20人罹難。
- 1997年7月6日，以波音727航行的達美航空1740號班機在21跑道降落後右起落架故障，3人受傷，客機嚴重損毀。

## 设施
阿爾伯克基國際機場設有免費無線上網服務。根據微軟2005年2月的投票，阿爾伯克基國際機場被評為美國五大最佳無線上網服務的機場，其中阿爾伯克基國際機場是五個機場中唯設免費無線上網服務的機場 。現時機場仍有提供免費無線上網服務。
阿爾伯克基國際機場設有免費手提電話泊車服務，接機者可先泊車並等候抵達乘客，然後駛上客運大樓接機。
阿爾伯克基國際機場設有兩個飞机观测區。

## 外部連結
- 阿爾伯克基國際機場 （页面存档备份，存于）
- 太阳航空 （页面存档备份，存于）
- 1955年杰普森机场圖 （页面存档备份，存于）
- 1965年杰普森机场圖 （页面存档备份，存于）
- FAA机场平面图 (PDF)（自2025-03-20起）
- 关于此机场的资源：
  - AirNav KABQ机场信息
  - ASN ABQ机场事故历史
  - FlightAware 机场信息及实时航班追踪
  - NOAA/NWS 最新及前三天的气象观测信息
  - SkyVector KABQ机场航图
  - FAA 当前ABQ机场航班延误情况